# Segarcea-Vale (gmina)
Segarcea-Vale – gmina w Rumunii, w okręgu Teleorman. Obejmuje miejscowości Olteanca, Segarcea-Deal i Segarcea-Vale. W 2011 roku liczyła 3211 mieszkańców. 